# Reinosa

Położenie Reinosy na mapie Kantabrii

Reinosa – miasto i gmina w północnej Hiszpanii, w Kantabrii. Liczy 10,3 tys. mieszkańców (2005).
W mieście rozwinął się przemysł zbrojeniowy, jest stacja kolejowa Reinosa.